# История почты и почтовых марок Карелии
История почты и почтовых марок Карелии подразделяется на периоды, соответствующие почтовым системам государств, в составе которых находилась территория современной Карелии (Российская империя, РСФСР, СССР), периоды существования марионеточных профинских государственных образований времён Гражданской войны (1919—1922) и оккупации Восточной Карелии Финляндией во время Великой Отечественной войны (1941—1944) и современный период в составе Российской Федерации (с 1991). Современным почтовым оператором является УФПС Республики Карелия — филиал ФГУП «Почта России».

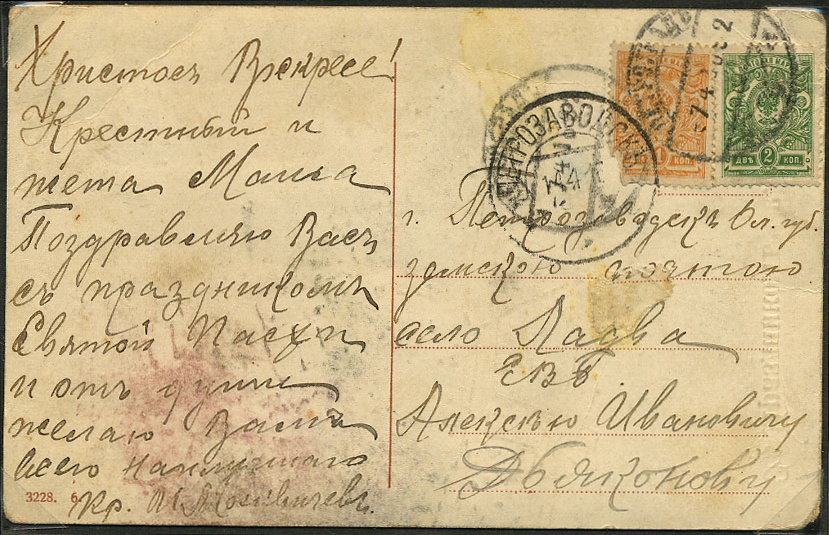
Почтовая карточка, франкированная марками Российской империи, отправленная из Петрозаводска (1916?)

## Развитие почты

### Российская империя
В Олонецкой губернии Российской империи, в которую входила большая часть нынешних карельских земель, почтовое обслуживание существлялось государственной почтой, применялись общегосударственные знаки почтовой оплаты. С 1778 года почта в Санкт-Петербург из Петрозаводска отсылалась по понедельникам.
Указ о создании в губернии почтового ведомства и строительстве дома для городской почты подписал 31 января 1785 года первый гражданский губернатор Олонецкой губернии Гавриил Романович Державин. Каменное здание почтового ведомства, построенное в Петрозаводске на пересечении нынешних проспекта Карла Маркса и улицы Дзержинского, не сохранилось. С 1842 года почта в столицу из Петрозаводска начала осуществляться два раза в неделю .
К 1878 году в губернии насчитывалось 52 почтовые станции и 336 лошадей, содержание которых обходилось казне в 38 767 рублей. В 1887 году количество станций возросло до 62, лошадей — 332, и их содержание выделялось 45 092 рублей. В 1889—1894 годах — 63 почтовые станции, 338 лошадей, на ежегодное их содержание тратилось порядка 40 тысяч рублей.
Многие селения Олонецкой губернии находились вдали от правительственных почтовых учреждений. Это обстоятельство вызывало множество неудобств, для избавления от которых была открыта земская почта — в 1892 году в Пудожском, а в 1896 году — в Петрозаводском уездах.
К 1913 году сеть почтовых учреждений Олонецкой губернии включала в себя 9 почтово-телеграфных контор, 31 отделение и 28 вспомогательных пунктов, производивших почтовые операции.
Почтовое сообщение между Петрозаводском и Санкт-Петербургом осуществлялось ежедневно. Государственный почтовый тракт проходил через Пряжу, Олонец и Лодейное Поле, Кондопогу, Лижму, Кяппесельгу и Медвежью гору (ныне Медвежьегорск). В уезды почта доставлялась четыре раза в неделю. В Пудож она направлялась через Вытегру. Жители поселений, располагавшихся севернее нынешнего города Беломорска, получали почту сезонно. До открытия навигации весной и до установления санного пути осенью корреспонденция туда не доставлялась. Это продолжалось вплоть до постройки Мурманской железной дороги. В Кемь почта доставлялась из Архангельска. Несколько почтовых трактов имелось у губернских и уездных земских почт.
Летом почтовые тракты обслуживались гужевым транспортом, параконными и одноконными повозками, зимой — санным транспортом. На каждом тракте имелись конно-почтовые станции, где по графикам выделялись ямщики и упряжки. Для создания станций почтовое ведомство на срок от года и более заключало контракты с наиболее зажиточными местными жителями, имевшими хороших лошадей и средства передвижения. Такие соглашения зачастую оформлялись с торгов. В свою очередь, владелец станции или, как его называли, почтосодержатель, заключивший контракт, нанимал в окрестных поселениях крестьян с лошадьми для перевозки почты. Часто ямщиками и сопровождающими работали члены семьи почтосодержателя. Почтовое ведомство за версту пробега почты платило почтосодержателю 3 копейки.

### РСФСР и СССР
К 1918 году в Олонецкой губернии насчитывалась 71 конно-почтовая станция, 160 лошадей и 139 повозок. Затраты на перевозку в 1918 году составили 1,156 млн рублей. В конце года на почте была организована продажа журналов и газет.
Развитие почтовой связи в Карелии затормозила начавшаяся в апреле 1919 года Гражданская война. Многие предприятия почты и телеграфа Петрозаводского и Повенецкого уездов были закрыты и эвакуированы. Однако почтовая связь продолжала действовать, отправлялись письма и посылки, оформлялись денежные переводы. Гражданская война на территории Карелии закончилась в марте 1920 года, а в июне того же года была образована Карельская трудовая коммуна, в которую вошла большая часть территории бывшей Олонецкой губернии. К осени 1920 года количество почтовых учреждений на территории Карелии достигло 125. Здесь была организована справочная служба, началась продажа газет и журналов, подписка на них, появились сельские почтовые посыльные. На 78 конно-почтовых станциях работали 437 возчиков при 518 лошадях. Содержание возчиков в 1920 году обошлось в 11 млн рублей.

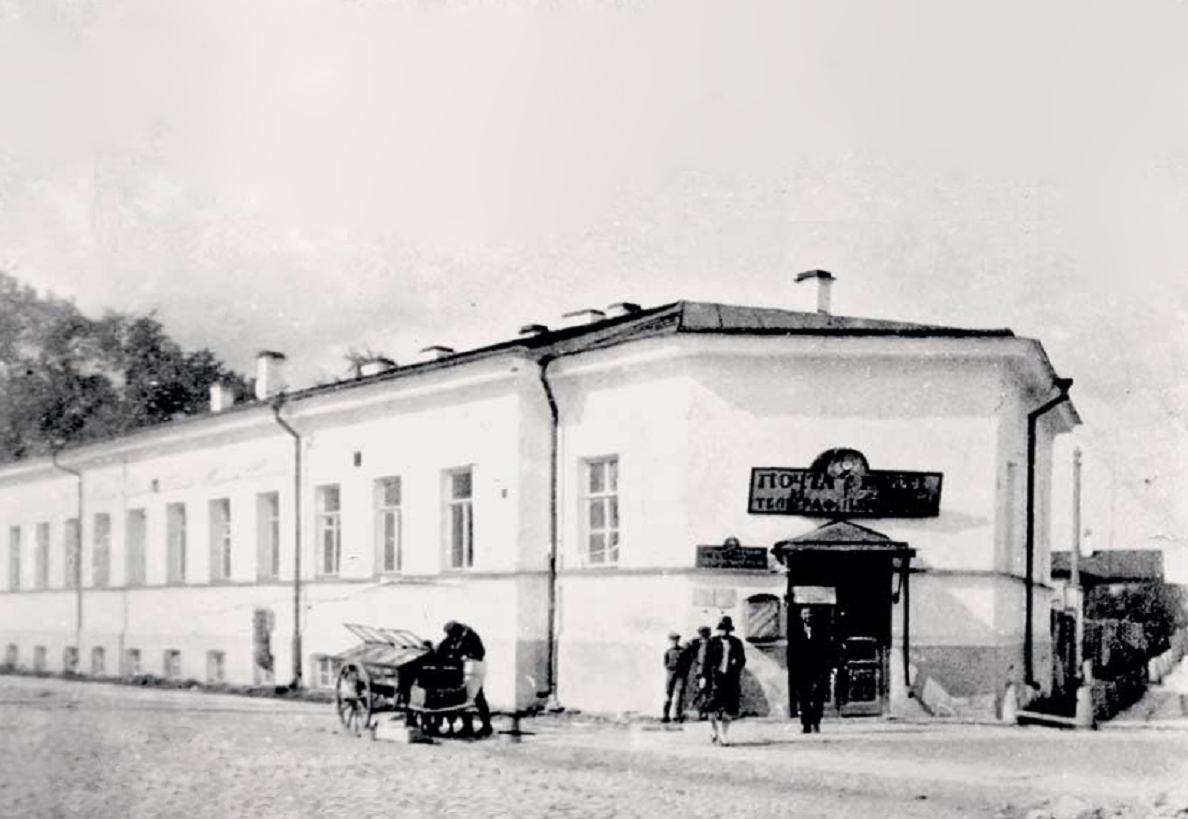
Здание Петрозаводской окружной конторы связи (1926—1927)

В июле 1923 года Карельская трудовая коммуна была преобразована в Автономную Карельскую ССР в составе РСФСР. В 1940 году была образована Карело-Финская ССР в составе СССР, реорганизованная в 1956 году снова в Карельскую АССР в составе РСФСР. На территории Карелии действовала единая система почтовой связи Советского Союза.

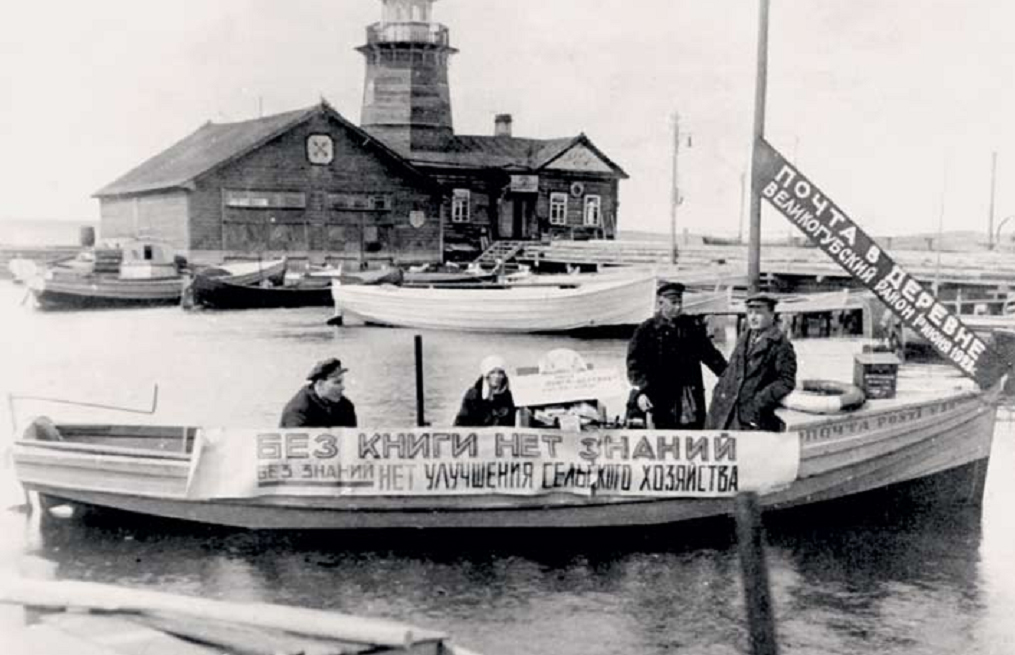
Первая почтовая моторная лодка, обслуживавшая 4445 жителей из 50 сёл (Петрозаводск, 1928)

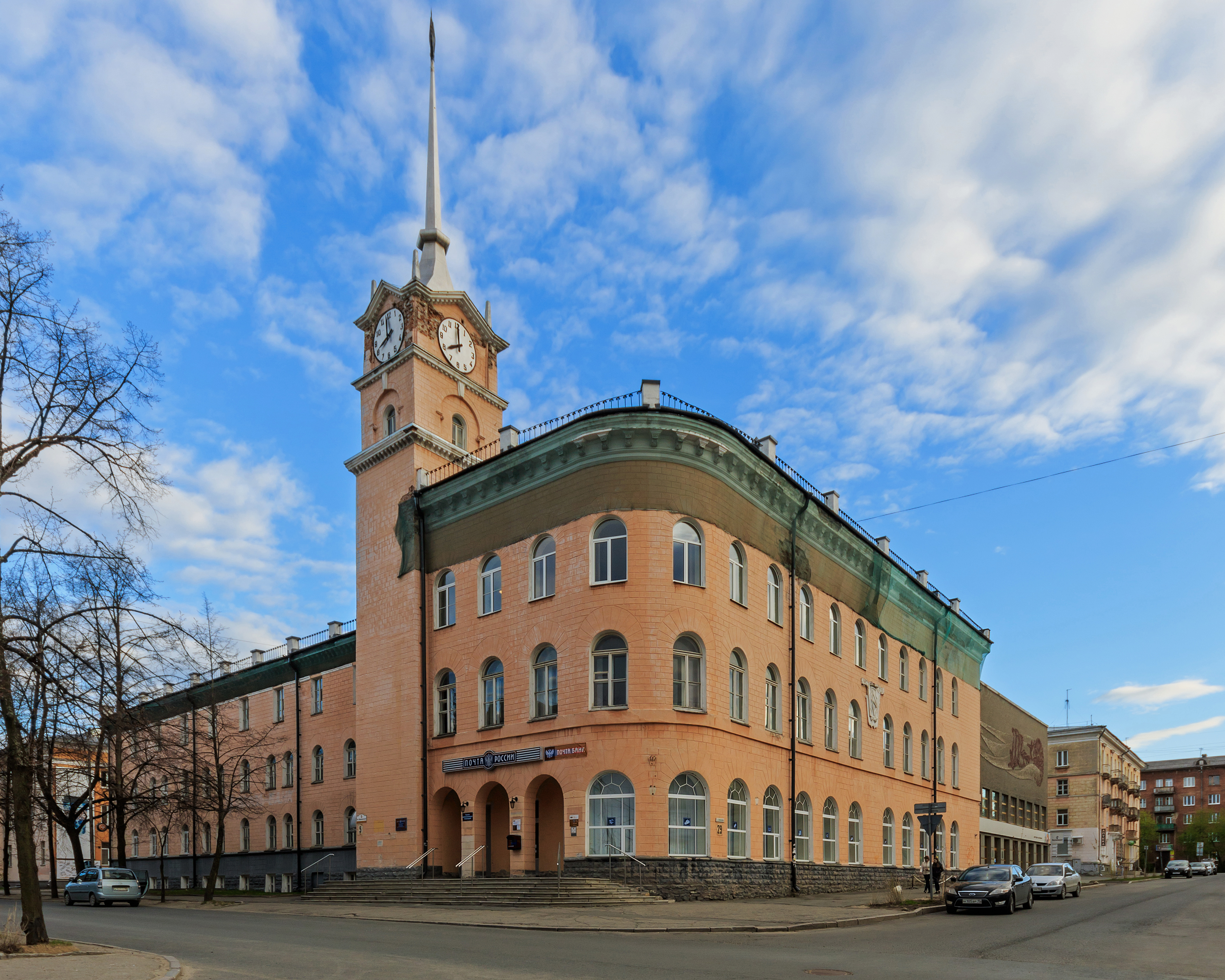
Петрозаводский почтамт (Дом связи)

В 1924 году в Петрозаводске начала работу передвижная почта. Она обслуживала 35 деревень в пяти волостях, не имевших почтовой связи. Для того чтобы добраться до некоторых из них, приходилось использовать почтовые моторные лодки.
С 1930 года для перевозки почтовых отправлений стали активно использовать автотранспорт и авиацию, так что к 1932 году почтовые услуги стали доступны для 80 % населения Карелии.
6 ноября 1931 года в Петрозаводске открылся Дом связи. Он был построен в стиле конструктивизма (автор проекта неизвестен), недалеко от места, где располагался первый петрозаводский почтамт. В 1941 году почтамт был взорван. После войны в 1946—1950 годах здание было отстроено заново. Почтамт строился по проекту архитектора Л. К. Андреева, при этом были задействованы сохранившиеся фундамент и стены. Арочные окна и стены были отделаны рустом, цоколь — «рваным» камнем. Завершалось строение башней со шпилем, на которой в 1950 году были смонтированы часы с боем. Сегодня в этом здании размещается Центральное отделение почтовой связи Петрозаводска и УФПС Республики Карелии — филиала ФГУП «Почта России».
Во время Великой Отечественной войны развитие почтовой связи в регионе приостановилось. К 1 января 1944 года в Карело-Финской ССР осталось 101 предприятие связи, производившее почтовые операции и обеспечивавшее нужды населения прифронтовой полосы и войск Карельского фронта.
В 1965 году в Карельской АССР действовало 420 почтовых отделений. На 500 сельских жителей приходилось одно отделение связи. В малонаселённых деревнях (от 20 дворов и менее) устанавливались почтовые ящики. В то время их насчитывалось 2250 штук. Перевозка почты автотранспортом достигала 87 %, средняя частота движения почты составляла 6,7 раза в неделю по межрайонным трактам и 5,7 раза по внутрирайонным.

### Современность
С 1991 года Республика Карелия входит в состав Российской Федерации, на её территории действуют общероссийские почтовые правила и тарифы, а также используются общероссийские знаки почтовой оплаты.
В 2004 году почта Карелии вошла в состав единого национального почтового оператора ФГУП «Почта России» в качестве филиала. Это позволило внедрить единое программное обеспечение WINPOST для развития новых услуг, таких как: приём электронных денежных переводов, переводов Western Union, коммунальных платежей, платежей за услуги мобильной связи. Карельский филиал ФГУП «Почта России» участвует в проекте Кибер-Почт@, а также принимает участие в создании корпоративной сети передачи данных.
1 января 2005 года в Петрозаводске был создан Магистральный сортировочный центр, который взял на себя процессы обработки и сортировки всего объёма почтовых отправлений и экспедирования печати.
В 2005—2006 годах произошло укрупнение почтамтов Карельского филиала. Так, например, в августе 2005 года к Медвежьегорскому почтамту присоединился Пудожский почтамт; в ноябре того же к Сегежскому почтамту присоединились Беломорский и Муезерский почтамты, а 1 марта 2006 года Лоухский почтамт вошёл в подчинение Кемского почтамта.
На 2010 год в Карелии действовали пять почтамтов, из них один — 1-й категории, четыре — 2-й категории, а также 268 отделений почтовой связи, из них 215 — в сельской местности и два пункта связи. Услугами почтовой связи охвачены все населённые пункты республики. Фактическая численность персонала составляет 2519 человек, из них 711 почтальонов и 630 операторов.

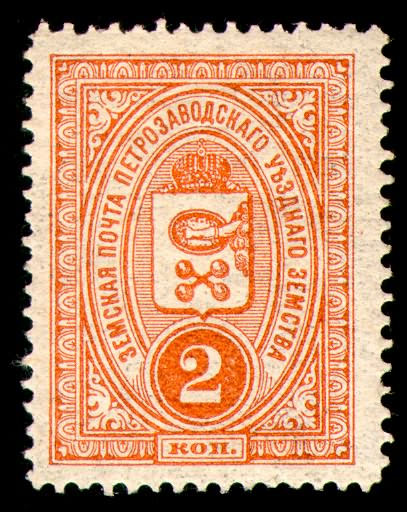
Марка Петрозаводской земской почты (1901, 2 копейки)

## Выпуски почтовых марок

### Земские марки
В начале XX века на территории Олонецкой губернии собственные марки выпускали Петрозаводская и Пудожская земские почты. На территории Выборгской губернии, в состав которой входила часть Карелии (включая два карельских города Сортавала и Лахденпохья), земские управы не организовывались и имели хождение стандартные марки Великого княжества Финляндского.

#### Петрозаводский уезд
В Петрозаводском уезде земская почта открылась в январе 1896 года, став вскоре лучшей почтой губернии. Об этом свидетельствует хороший отзыв о работе петрозаводских земских почтальонов с рекомендацией их опыта в качестве образца для подражания другим земствам России, помещённый в 1903 году в «Правительственном вестнике». С установлением в 1901 году платы за доставку частной корреспонденции, были введены в обращение земские почтовые марки.

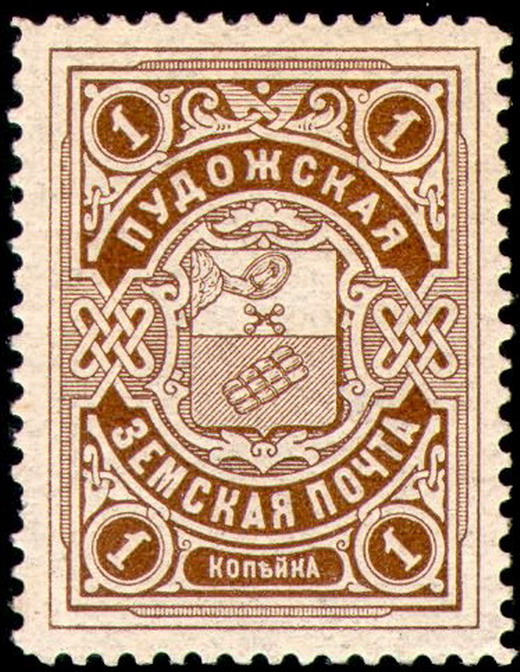
Марка Пудожской земской почты (1903, 1 копейка)

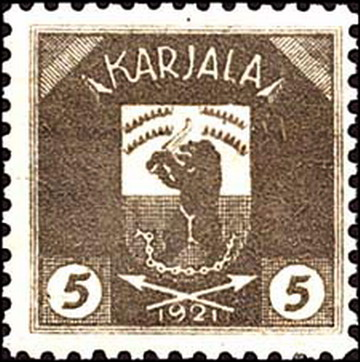
Почтовая марка Карелии, 1922, 25 пенни

На марках в центре были изображены герб Олонецкой губернии и цифра номинала. Название земства располагалось по овалу. Для марок других земств подобный тип рисунка не использовался и впоследствии получили название «Тип Петрозаводск». Марки семи номиналов (1, 2, 3, 5 10, 15 и 20 копеек) печатались в Экспедиции заготовления государственных бумаг (ЭЗГБ) в одном цвете; последний выпуск был сделан в 1916 году.

#### Пудожский уезд
В Пудожском уезде земская почта открылась в 1892 году. Поначалу доставка всей корреспонденции была бесплатной. С установлением в январе 1903 года платы за доставку частной корреспонденции, были введены в обращение земские почтовые марки. На марках в центре был изображён уездный герб (рисунок «Типа Ардатов»). Марки семи номиналов (1, 2, 3, 5, 10, 15 и 20 копеек) печатались в ЭЗГБ; последний выпуск был сделан в 1913 году (марки четырёх номиналов — 2, 5, 10 и 25 копеек).

### Выпуски «независимой» Карелии
После Октябрськой революции 1917 года выпуски марок «независимой» Карелии осуществлялись:
- в период марионеточных профинских государственных образований, таких как Олонецкое правительство, Северокарельское государство и т. д., в 1919 и 1922 годах и
- в период, когда Карелия была почти полностью оккупирована Финляндией во время Великой Отечественной войны в 1941—1944 годах.

#### Эмиссия 1919 года
В 1919 году Военная администрация Финляндии осуществила выпуск марок в Олонце для так называемой Олонецкой республики. На марках Финляндии 1918 года восьми номиналов (от 5 пенни до 10 финских марок) была сделана чёрная типографская надпечатка фин. «Aunus» («Олонец»).
Ввиду ограниченности хождения, марки Олонца (особенно высоких номиналов) ценятся на филателистическом рынке, причем прошедшие почту экземпляры сто́ят почти в полтора раза дороже, нежели неиспользованные, чистые марки. Так, согласно онлайн-каталогу «Стэнли Гиббонс», чистая почтовая миниатюра самого высокого номинала в 10 марок сто́ит £800, а та же гашёная марка — £1100.

#### Эмиссия 1922 года
В ходе подготовки создания так называемого Северокарельского государства по заказу Финляндии были эмитирована серия из 15 видов почтовых марок номиналом от 5 пенни до 25 финских марок, датированных 1921 годом (Sc #1—15). На всех марках изображён герб Карелии, автором которого был известный финский художник Аксели Галлен-Каллела: медведь (священное животное древних карел), стоящий на задних лапах и держащий в передних лапах особого вида национальный карельский резак — весури (сучкорез), на фоне стилизованного изображения северного сияния. Задними лапами медведь попирает разорванные оковы, символизирующие освобождение от российской зависимости. Над гербом надпись: «KARJALA» (Карелия). Марки низких номиналов (5—75 пенни) напечатаны в одном цвете, марки номиналом в одну финскую марку и выше — в двух цветах.
Марки использовались в местном почтовом обращении и в переписке с Финляндией. Выпуск имел хождение с 31 января по 6 февраля 1922 года (когда части финских «добровольцев» на ухтинском направлении были окончательно выбиты за пределы РСФСР). По данным каталога «Скотт», использование марок, вероятно, прекратилось 3 февраля, хотя встречаются гашения от 4 и 5 февраля.
В связи с ограниченным сроком применения подлинные прошедшие почту экземпляры встречаются крайне редко и сто́ят в 5—10 раз дороже негашёных марок. Каталожная стоимость чистых марок колеблется от 6 до 17 долларов США, гашёных — от 32,5 до 160 долларов.

### Эмиссии 1941—1944 годов

#### Выпускидля «Восточной Карелии»

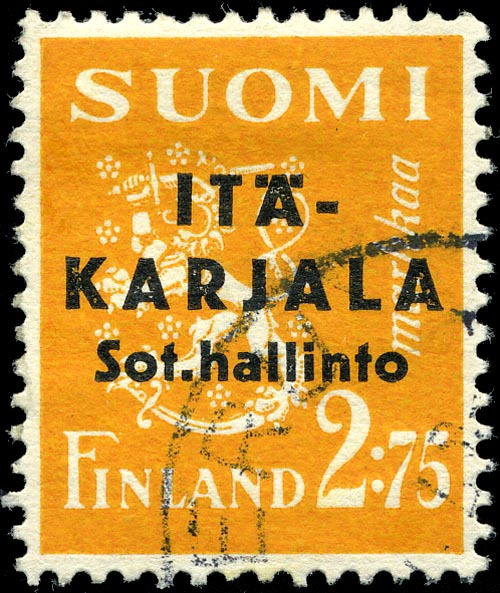
Надпечатка «ITÄ-KARJALA Sot.hallinto» на марке Финляндии (1941, 2,75 марки)

Во время оккупации Финляндией Карелии в 1941 году военной администрацией были выпущены марки Финляндии с типографской надпечаткой «ITÄ-KARJALA Sot.hallinto», что в переводе означало «Восточная Карелия. Военная администрация» (Sc #N1—N15). Для надпечаток использовались две краски (чёрная и зелёная) и два разных типа шрифта. Марки имели номиналы от 50 пенни до 25 финских марок.

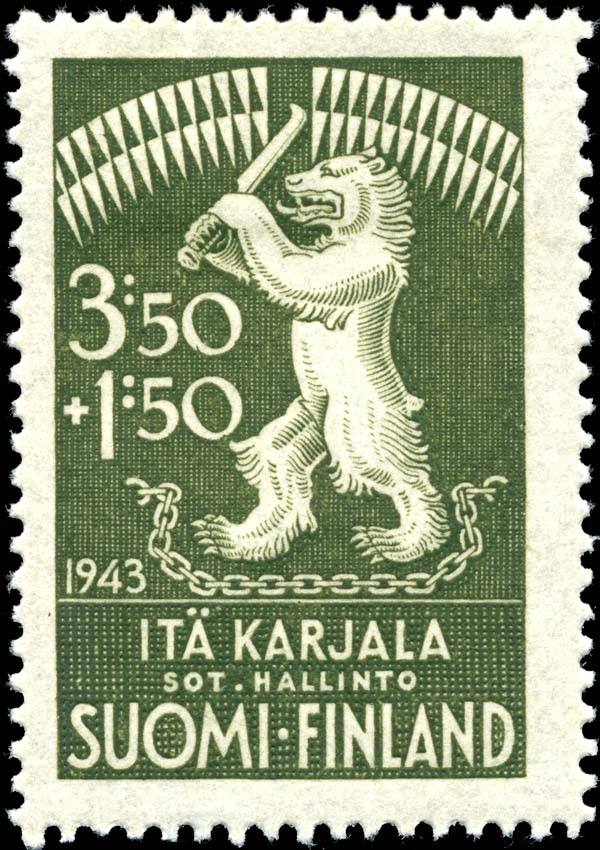
Единственная почтово-благотворительная марка Карелии времён оккупации Финляндией, 1943

В 1942 году аналогичная надпечатка была сделана на финских марках, посвящённых маршалу Карлу Маннергейму (Sc #N16—N21) и президенту Ристо Рюти (Sc #N22—N27). Их номиналы варьировались от 50 пенни до 5 финских марок.
Единственная марка, специально эмитированная для оккупированной Карелии, была первой и последней; эта почтово-благотворительная марка была выпущена в обращение 1 марта 1943 года (Sc #NB1). На ней был изображен «герб территории», а доплата в 1,50 финской марки предназначалась в «фонд помощи жертвам войны».
Марки оккупационных выпусков имели ограниченное хождение, поэтому подлинные, прошедшие почту, экземпляры сегодня ценятся приблизительно вдвое дороже негашёных марок. Ни одна из них не представляет собой раритет, большинство сто́ят меньше одного доллара США.

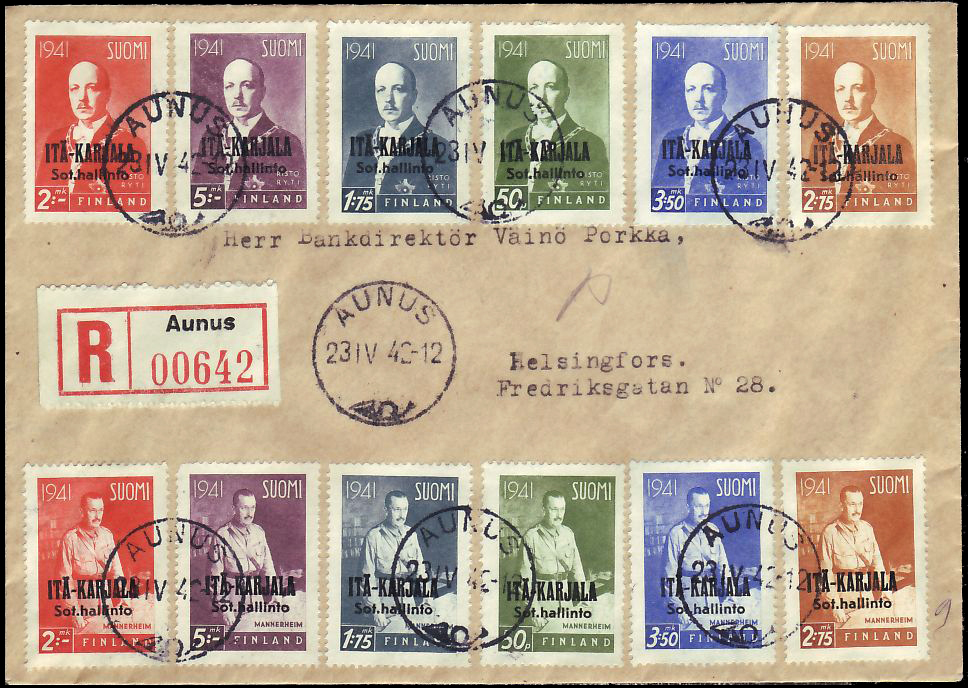
Почтовый конверт, франкированный марками Восточной Карелии; отправлен из Олонца в Хельсинки 23 апреля 1942 года

#### Полевая почта Финляндии

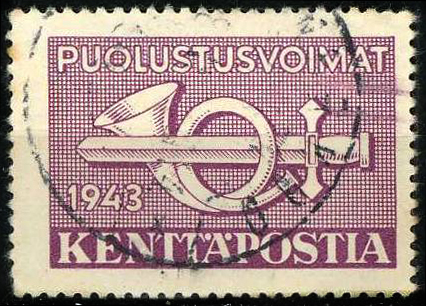
Марка финской полевой почты в Восточной Карелии (1943, без номинала)

В 1941—1944 годах на оккупированной территории Карелии финская полевая почта для связи своих военнослужащих использовала специально изданные для этих целей безноминальные знаки в виде почтовых марок, марки Финляндии с надпечаткой «KENTTÄ- / POSTI / FÄLTPOST» и безноминальные марки оригинальных рисунков с надписью «PUOLUSTUSVOIMAT KENTTÄPOSTIA».

### Советский период
Существует ряд выпусков советских марок и художественных маркированных конвертов, посвящённых карельской тематике.

Примеры карельской тематики на почтовых марках и конвертах СССР
1941: герб Карело-Финской ССР. Художник И. И. Дубасов (ЦФА [АО «Марка»] #800, 801; Mi #810A, 811A)
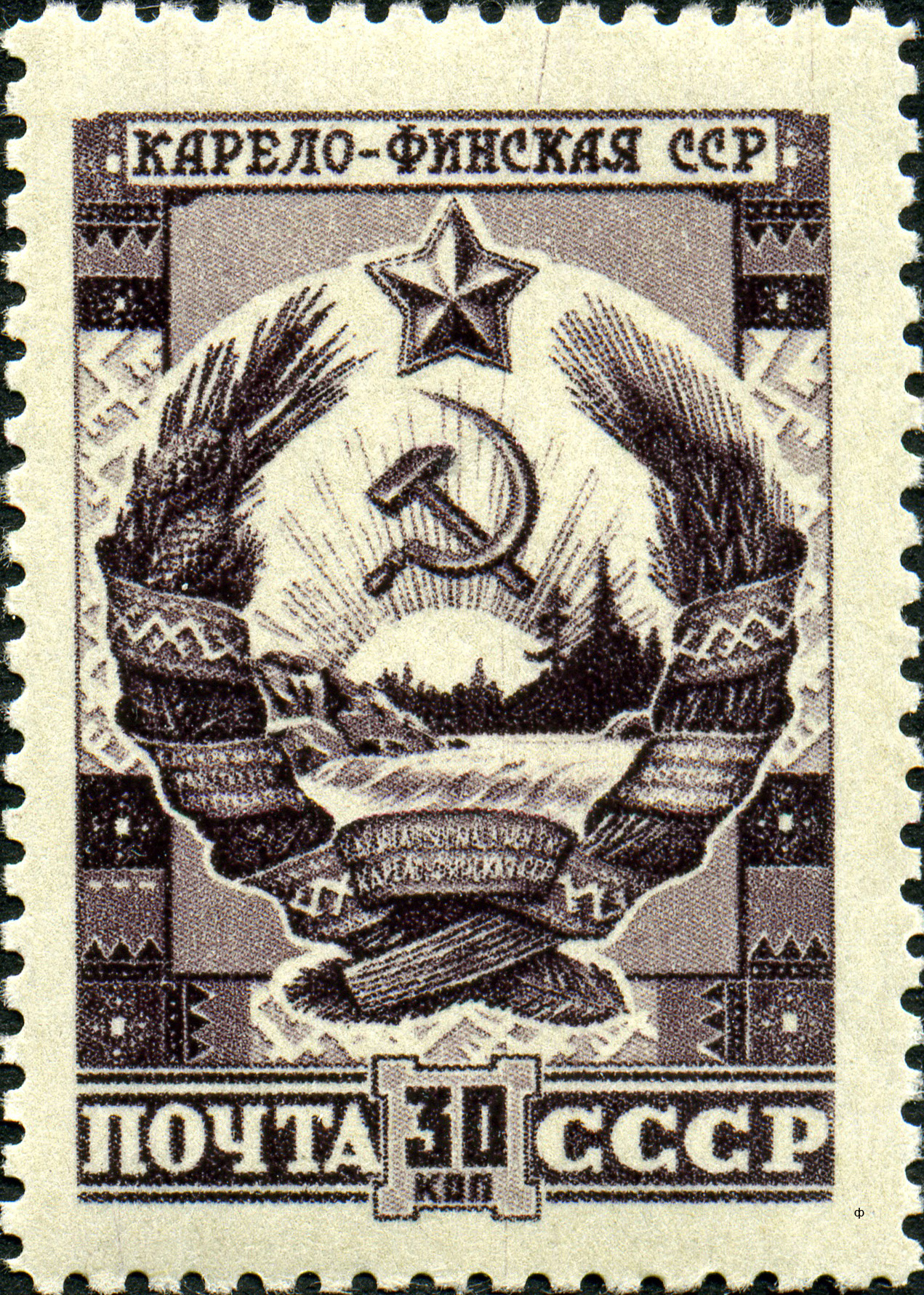
1947: то же. Художник В. Андреев (ЦФА [АО «Марка»] #1129; Mi #1098)
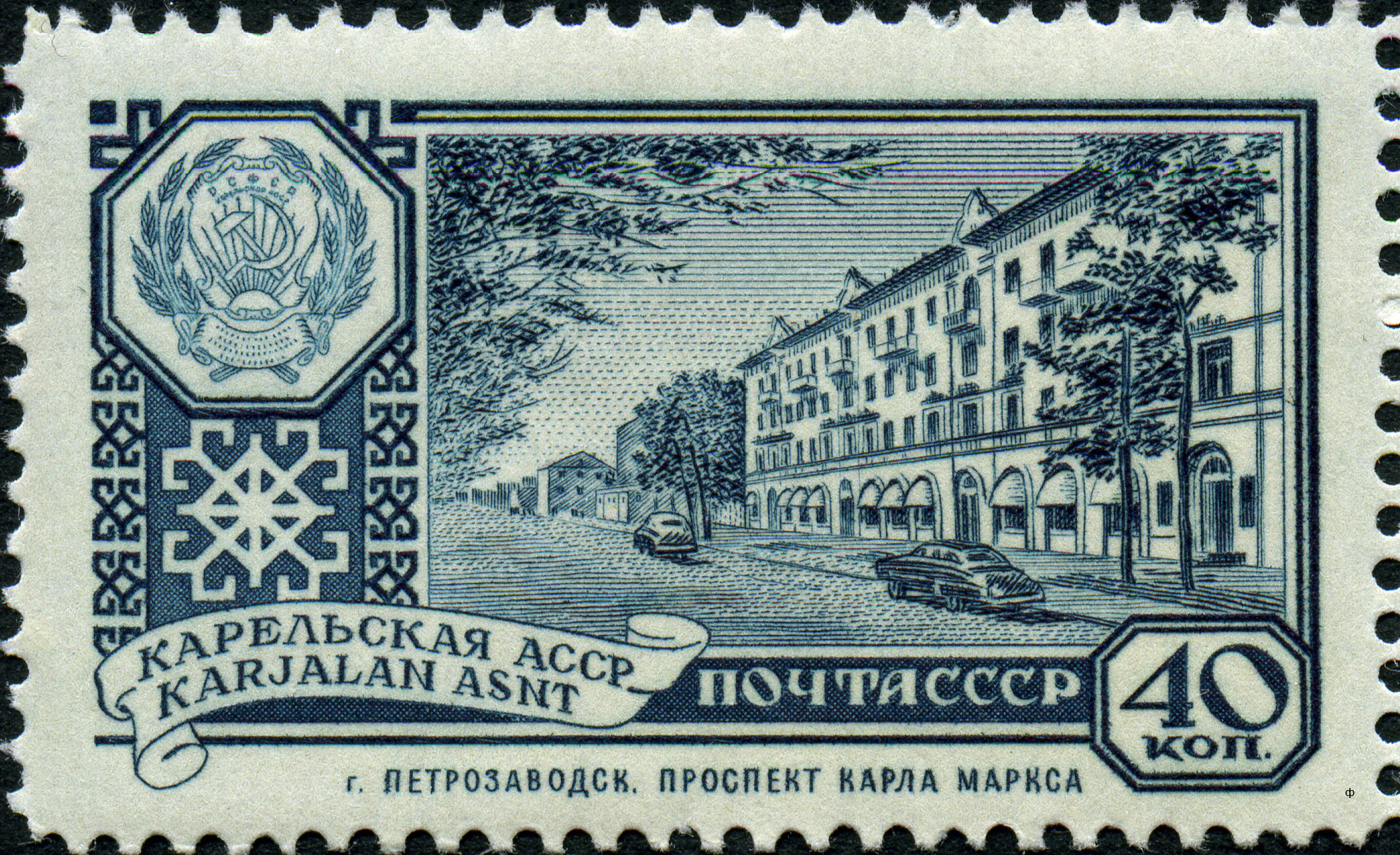
1960: Карельская АССР, Петрозаводск, проспект Карла Маркса. Художник Н. Круглов (ЦФА [АО «Марка»] № 2439)
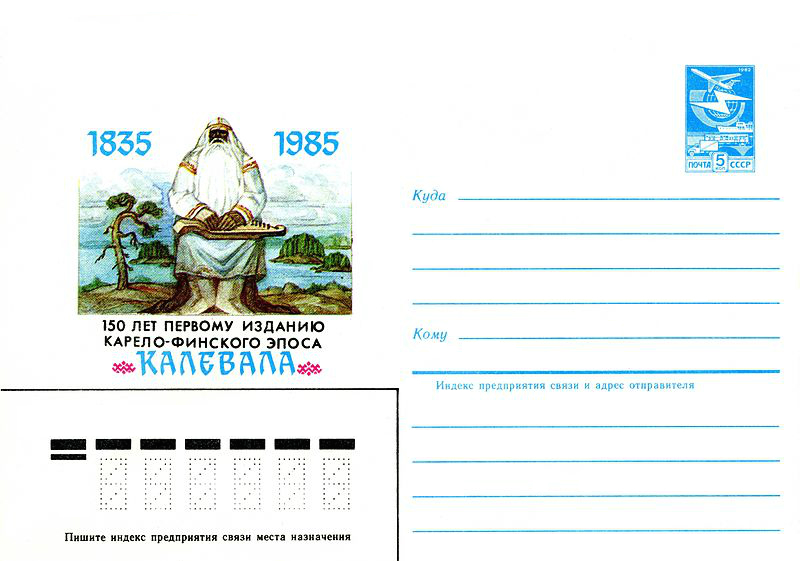
1984: художественный маркированный конверт «150 лет первому изданию карело-финского эпоса „Калевала“»
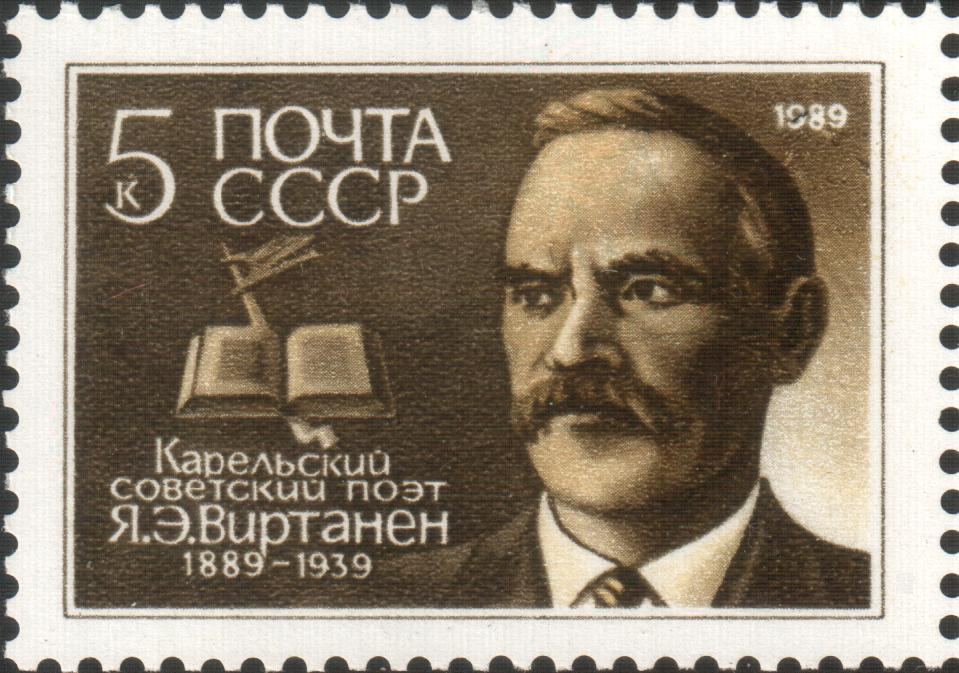
1989: карельский советский поэт Я. Э. Виртанен (1889—1939). Художник Л. Кузьмов (ЦФА [АО «Марка»] № 6038)

| Хронологический перечень художественных почтовых конвертов СССР, посвящённых Карелии | Хронологический перечень художественных почтовых конвертов СССР, посвящённых Карелии | Хронологический перечень художественных почтовых конвертов СССР, посвящённых Карелии | Хронологический перечень художественных почтовых конвертов СССР, посвящённых Карелии | Хронологический перечень художественных почтовых конвертов СССР, посвящённых Карелии | Хронологический перечень художественных почтовых конвертов СССР, посвящённых Карелии |
| Надпись на конверте (чему посвящён)                                                  | Дата                                                                                 | Художник                                                                             | Номер в каталоге А. Лапкина                                                          | Номинал                                                                              |                                                                                      |
| ------------------------------------------------------------------------------------ | ------------------------------------------------------------------------------------ | ------------------------------------------------------------------------------------ | ------------------------------------------------------------------------------------ | ------------------------------------------------------------------------------------ | ------------------------------------------------------------------------------------ |
| ВСХВ. Павильон Карело-Финской ССР                                                    | 17 ноября 1954                                                                       | И. Левин                                                                             | 54-66                                                                                | 40 копеек                                                                            |                                                                                      |
| Карельский пейзаж                                                                    | 29 декабря 1958                                                                      | И. Ольхова                                                                           | 58-238                                                                               | 40 копеек                                                                            |                                                                                      |
| 40 лет Карельской АССР                                                               | 24 мая 1960                                                                          | С. П. Ильин                                                                          | 60-119                                                                               | 40 копеек                                                                            |                                                                                      |
| Петрозаводск. Музыкально-драматический театр                                         | 26 мая 1960                                                                          | П. И. Вьюев                                                                          | 60-123                                                                               | 40 копеек                                                                            |                                                                                      |
| Карелия. Озеро Выг                                                                   | 14 августа 1961                                                                      | В. А. Семёнов                                                                        | 61-242                                                                               | 4 копейки                                                                            |                                                                                      |
| Петрозаводск. Вокзал                                                                 | 5 марта 1962                                                                         | Н. Н. Акимушкин                                                                      | 62-82                                                                                | 4 копейки                                                                            |                                                                                      |
| Петрозаводск. Гостиница «Северная»                                                   | 15 декабря 1962                                                                      | В. И. Ковалёв                                                                        | 62-504                                                                               | 4 копейки                                                                            |                                                                                      |
| Карелия. Водопад Кивач                                                               | 7 июля 1964                                                                          | Н. Н. Акимушкин                                                                      | 64-319                                                                               | 4 копейки                                                                            |                                                                                      |
| Карелия. Линдозеро                                                                   | 2 февраля 1965                                                                       | И. В. Ольхова                                                                        | 65-45                                                                                | 4 копейки                                                                            |                                                                                      |
| Петрозаводск. Публичная библиотека                                                   | 25 сентября 1965                                                                     | А. С. Сысоев                                                                         | 65-421                                                                               | 4 копейки                                                                            |                                                                                      |
| Карельская АССР. Канчезеро                                                           | 8 сентября 1967                                                                      | Л. Л. Егорова                                                                        | 67-412                                                                               | 4 копейки                                                                            |                                                                                      |
| Карельские дали                                                                      | 17 марта 1969                                                                        | С. А. Куприянов                                                                      | 69-164                                                                               | 4 копейки                                                                            |                                                                                      |
| АВИА. Петрозаводск. Кинотеатр «Сампо»                                                | 13 января 1970                                                                       | Л. Кузнецов                                                                          | 70-2                                                                                 | 6 копеек                                                                             |                                                                                      |
| 50 лет Карельской АССР                                                               | 5 февраля 1970                                                                       | Ю. Косоруков                                                                         | 70-47                                                                                | 4 копейки                                                                            |                                                                                      |
| Петрозаводск. Универмаг «Карелия»                                                    | 8 мая 1970                                                                           | Г. Джут                                                                              | 70-223                                                                               | 4 копейки                                                                            |                                                                                      |
| Петрозаводск. Музыкально-драматический театр                                         | 6 декабря 1971                                                                       | Н. Музыкантова                                                                       | 71-557                                                                               | 4 копейки                                                                            |                                                                                      |
| Карельская АССР. Кижи. Памятник русского деревянного зодчества XVIII века            | 26 июля 1972                                                                         | Л. Кулиева                                                                           | 72-415                                                                               | 4 копейки                                                                            |                                                                                      |
| Карельская АССР. Водопад Кивач                                                       | 14 сентября 1972                                                                     | Г. Баев                                                                              | 72-480                                                                               | 4 копейки                                                                            |                                                                                      |
| 270 лет Петрозаводску                                                                | 24 апреля 1973                                                                       | Ю. Косоруков                                                                         | 73-244                                                                               | 4 копейки                                                                            |                                                                                      |
| Петрозаводск. Универмаг «Карелия»                                                    | 10 декабря 1973                                                                      | Л. Кружкова                                                                          | 73-702                                                                               | 4 копейки                                                                            |                                                                                      |
| Петрозаводск. Здание исполкома городского Совета депутатов                           | 4 мая 1975                                                                           | Л. Кружкова                                                                          | 75-285                                                                               | 4 копейки                                                                            |                                                                                      |
| Петрозаводск. Дом связи                                                              | 30 мая 1975                                                                          | А. Филиппов                                                                          | 75-338                                                                               | 4 копейки                                                                            |                                                                                      |
| Петрозаводск. Гостиница «Северная»                                                   | 25 августа 1975                                                                      | А. Филиппов                                                                          | 75-530                                                                               | 4 копейки                                                                            |                                                                                      |
| Карельский пейзаж                                                                    | 19 июля 1977                                                                         | С. Куприянов                                                                         | 77-383                                                                               | 4 копейки                                                                            |                                                                                      |
| Петрозаводск. Памятник О. В. Куусинену                                               | 6 декабря 1977                                                                       | Г. Баев                                                                              | 77-705                                                                               | 4 копейки                                                                            |                                                                                      |
| Петрозаводск. Гостиница «Северная»                                                   | 11 января 1978                                                                       | Г. Баев                                                                              | 78-27                                                                                | 4 копейки                                                                            |                                                                                      |
| АВИА. Петрозаводск. Здание городского Совета народных депутатов                      | 24 января 1978                                                                       | Г. Баев                                                                              | 78-57                                                                                | 6 копеек                                                                             |                                                                                      |
| Петрозаводск. Здание обкома КПСС                                                     | 6 сентября 1979                                                                      | В. Шатихин                                                                           | 79-498                                                                               | 4 копейки                                                                            |                                                                                      |
| Петрозаводск. Памятник О. В. Куусинену                                               | 4 октября 1979                                                                       | В. Шатихин                                                                           | 79-580                                                                               | 4 копейки                                                                            |                                                                                      |
| Петрозаводск. Музыкально-драматический театр                                         | 25 марта 1980                                                                        | В. Шатихин                                                                           | 80-188                                                                               | 4 копейки                                                                            |                                                                                      |
| Кижи. Ансамбль архитектурного музея-заповедника                                      | 24 мая 1984                                                                          | В. Шатихин                                                                           | 84-222                                                                               | 5 копеек                                                                             |                                                                                      |
| Карельская АССР. Водопад Кивач                                                       | 24 марта 1986                                                                        | И. Филиппов                                                                          | 86-113                                                                               | 5 копеек                                                                             |                                                                                      |
| Петрозаводск. «Галерея Героев Советского Союза — наших земляков»                     | 22 июля 1987                                                                         | А. Савин                                                                             | 87-379                                                                               | 5 копеек                                                                             |                                                                                      |
| Петрозаводск. Памятник Петру I                                                       | 17 марта 1988                                                                        | Л. Курьерова                                                                         | 88-165                                                                               | 5 копеек                                                                             |                                                                                      |
| Памятники архитектуры. Карелия. Кижи. Преображенская церковь и колокольня            | 19 апреля 1991                                                                       | Н. Ветцо                                                                             | 91-127                                                                               | 7 копеек                                                                             |                                                                                      |
| Петрозаводск. Памятник Петру I                                                       | 1 июля 1991                                                                          | Б. Илюхин                                                                            | 91-215                                                                               | 7 копеек                                                                             |                                                                                      |

### Карельские провизории 1990-х годов

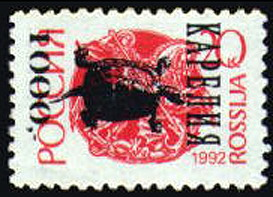
Спекулятивно-фантастический выпуск: надпечатка на марке первого стандартного выпуска России (1992), сделанная от имени Карелии

В 1991—1993 годах почтовыми учреждениями Республики Карелия использовались провизории.

## Фальсификации
В большом количестве встречаются подделки и новоделы марок так называемого Северокарельского государства 1922 года.
Появившиеся в начале 1990-х годов марки СССР и России с надпечатками карел. «Petroskoi» или «Петрозаводск» и «Karjala» или «Карелия», а позднее марки оригинальных рисунков, выпущенные от имени Карелии, являются спекулятивными. Почтовая администрация Российской Федерации неоднократно заявляла об этом в руководящие органы ВПС, указывая на нелегитимный характер подобных изданий фальшивых марок.

## Почтовый музей
Почтовый музей в Петрозаводске при УФПС Республики Карелия был открыт в январе 1995 года. Во время проведения городских и международных праздничных мероприятий здесь организуются филателистические выставки. В музее выставлены следующие экспозиции: «Из истории карельской почты», «Карелия на почтовых открытках», в 2007 году открылась экспозиция «Почтовая марка — визитная карточка страны».

## Развитие филателии

### Яанислиннское общество

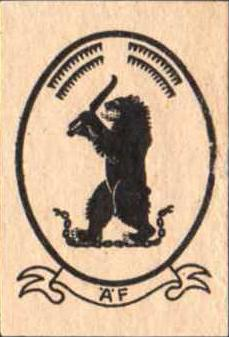
Проклеенная этикетка с изображением эмблемы Яанислиннского филателистического общества

4 апреля 1943 года на первом заседании в гостинице Лотта-Ховисса в центре Яанислинны (переименованный финскими оккупационными властями Петрозаводск) было основано объединение филателистов — Яанислиннское филателистическое общество (фин. Äänislinnan Filatelistiseura). Его членами-основателями были в основном финляндские офицеры.
Председателем общества был избран Аксель Сувантола (Axel Suvantola), на пост вице-председателя — Вильо Яакко Карвонен (Viljo Jaakko Karvonen). Секретарём общества был избран Йохан Рейнхольд Парми (Johan Reinhold Parmi), казначеем — Арви Лемппинен (Arvi Lemppinen). Членский взнос был установлен в размере 50 финляндских марок, вступительный взнос — от 20 марок. Почётным членом можно было стать в общей сложности за 500 марок.
4 апреля 1944 года общество отметило свою первую годовщину выпуском специальных проклеенных этикеток с изображением эмблемы общества. Они были напечатаны в типографии акционерного общества Ф. Тильгманна (F. Tilgmann) в Финляндии. Проклеенные этикетки использовались на письмах и почтовых карточках, выпускаемых обществом.
Филателистическое общество просуществовало чуть более года. Последнее его заседание состоялось 14 июня 1944 года в Яанислинне. Общество было ликвидировано на послевоенной встрече его членов, состоявшейся 13 января 1945 года в Хельсинки. Однако было решено, что несмотря на ликвидацию общества его бывшие члены будут продолжать встречаться один раз в год. Протоколы заседаний и другие материалы, касающиеся общества и его деятельности хранятся в архивах почтового музея в Хельсинки.

### Советский период
В советское время филателия Карелии развивалась особенно активно, проводились филателистические выставки. Первая республиканская филателистическая выставка была организована в 1975 году в Петрозаводске. Выставку посмотрело более 5600 человек, и на ней были представлены экспонаты 14 коллекционеров из Петрозаводска, Кондопоги и Сортавалы. Наибольший интерес привлекли собрания:
- «Бессмертный подвиг» К. Пужакова (золотая медаль) — о Великой Отечественной войне,
- «Владимир Ильич Ленин» В. Меламедова — по поэме В. Маяковского,
- экспозиция зарубежной Ленинианы А. Бржозовского.

### Реализация марок
Существует финская компания англ. «Karelia Stamps» («Почтовые марки Карелии»), занимающаяся продажей финляндских, эстонских и карельских марок, других филателистических материалов и литературы.